# ديفيد باتلر (مصارع رياضي)
ديفيد باتلر (بالإنجليزية: David Butler) هو مصارع رياضي أمريكي، ولد في 14 سبتمبر 1957 في مونسي في الولايات المتحدة.

## وصلات خارجية
- ديفيد باتلر على موقع قاعدة بيانات المصارعة الدولية (الإنجليزية)
- ديفيد باتلر على موقع أوليمبيديا (الإنجليزية)